# Carl von Haase
Carl Friedrich Moritz Emil von Haase (* 28. Februar 1844 in Spandau bei Berlin; † 2. September 1913 in Langebrück bei Dresden) war ein deutscher Landschafts-, Jagd-, Genre-, Porträt- und Stilllebenmaler der Düsseldorfer Schule.

## Leben

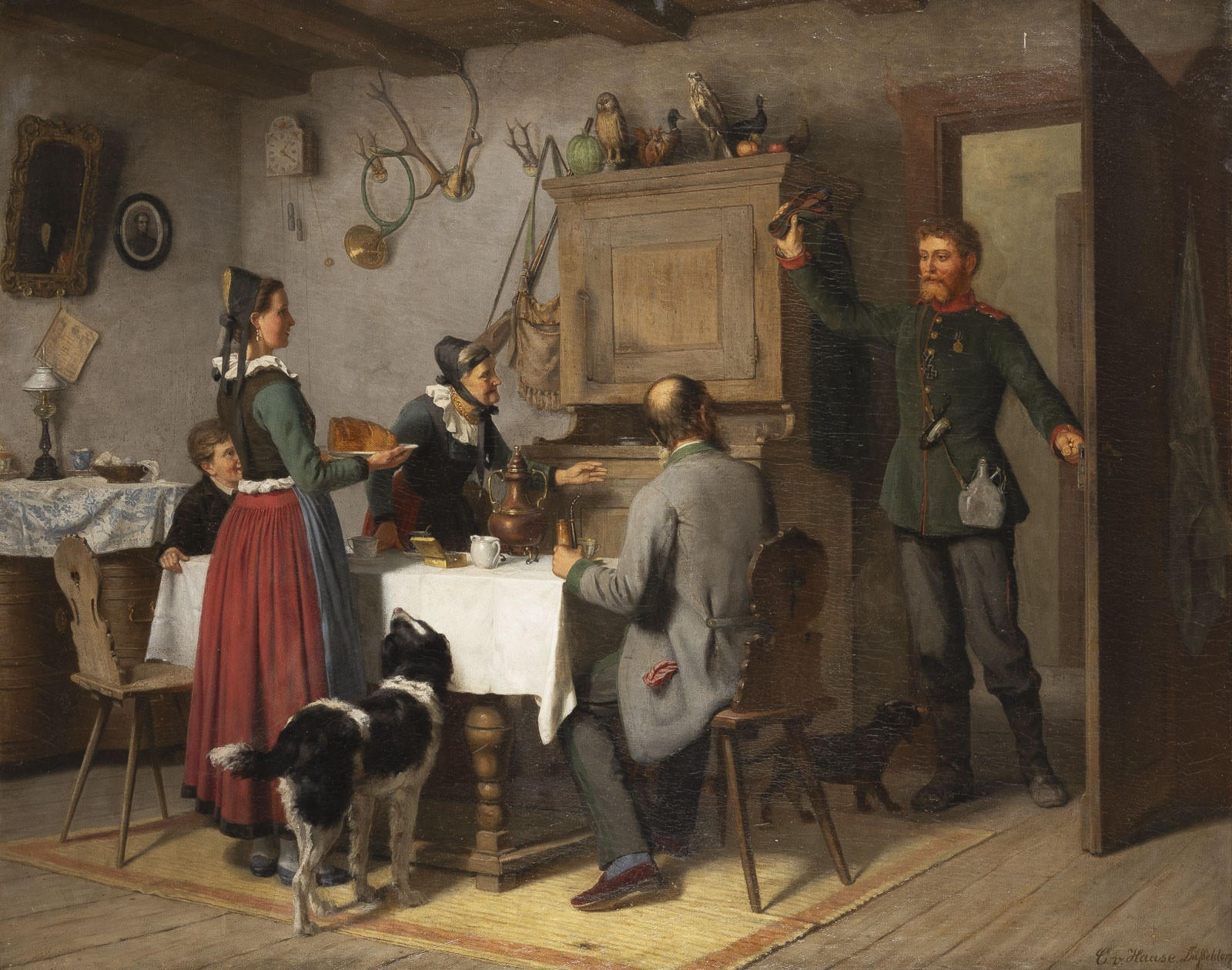
Die Überraschung, 1871 – Eine um eine Dröpelmina versammelte bürgerliche Familie wird vom heimkehrenden Sohn, Ehemann und Vater überrascht. Dieser hat als Auszeichnung im Deutsch-Französischen Krieg unter anderem ein Eisernes Kreuz erhalten.

Von Haase, Spross einer in Böhmen seit 1698 anerkannten Familie des Briefadels, war der Sohn des königlich preußischen Hauptmanns Karl Friedrich Moritz von Haase (1804–1854) und dessen Ehefrau Agnes Auguste Karoline Elise, geborene von Poser (1824–1850). Er studierte von 1862 bis 1867 an der Akademie Leipzig. Dort war unter anderem Gustav Jäger sein Lehrer. Dann ging er nach Düsseldorf, wo er bis 1875 blieb und Privatunterricht bei Wilhelm Sohn und Ernst Bosch nahm. Er war dort Mitglied der Künstlervereinigung Malkasten. Ab 1875 war von Haase in Dresden ansässig. Zunächst arbeitete er dort im Atelier von Ferdinand Pauwels. Am 24. Februar 1879 heiratete er Marie Elisabeth, geborene Liskowsky (* 6. Mai 1857 in Reichenbach). Aus der Ehe gingen zwei Söhne und eine Tochter hervor. Bis zu seinem Lebensende wohnte er mit seiner Familie in Langebrück, auf dem dortigen Friedhof liegt er begraben. Am 14. Juni 1906 erhielt er die Anerkennung und Aufnahme in den Adel des Königreichs Sachsen.